# Ted Elliott

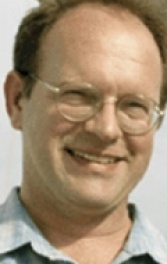
Ted Elliott

Ted Elliott (* 25. November 1961) ist ein US-amerikanischer Drehbuchautor.
Zusammen mit seinem Kollegen Terry Rossio verfasste er die Drehbücher zu der erfolgreichen Fluch-der-Karibik-Quadrologie.

## Auszeichnungen (Auswahl)
Für das Drehbuch zu Shrek – Der tollkühne Held wurde er 2001 mit einem British Academy Film Award ausgezeichnet. 2002 wurde er hierfür auch für den Oscar nominiert.

## Filmografie (Auswahl)
- 1992: Aladdin
- 1994: Puppet Masters – Bedrohung aus dem All (The Puppet Masters)
- 1998: Godzilla (Story)
- 1998: Small Soldiers
- 1998: Die Maske des Zorro (The Mask of Zorro)
- 2000: Der Weg nach El Dorado (The Road to El Dorado)
- 2001: Shrek – Der tollkühne Held (Shrek)
- 2003: Fluch der Karibik (Pirates of the Caribbean: The Curse of the Black Pearl)
- 2006: Pirates of the Caribbean – Fluch der Karibik 2 (Pirates of the Caribbean: Dead Man’s Chest)
- 2007: Das Vermächtnis des geheimen Buches (National Treasure: Book of Secrets)
- 2007: Pirates of the Caribbean – Am Ende der Welt (Pirates of the Caribbean:At World’s End)
- 2011: Pirates of the Caribbean – Fremde Gezeiten (Pirates of the Caribbean: On Stranger Tides)
- 2013: Lone Ranger (The Lone Ranger)